# سکوت بره‌ها (رمان)
سکوت بره‌ها (انگلیسی: The Silence of the Lambs) رمانی از توماس هریس است که سال ۱۹۸۸ از سوی انتشارات سینت مارتین منتشر شد و دنباله‌ای بر رمان اژدهای سرخ (۱۹۸۱) است.
سکوت بره‌ها دستمایهٔ ساخت فیلمی سینمایی به همین نام قرار گرفت که از برترین آثار دلهره‌آور سینما برشمرده می‌شود.
داستان: کلاریس استارلینگ که هنوز در حال گذراندن سال های آموزشی خود و عضوی از علوم یگان رفتاری در دایره ی رسیدگی به جرائم است، برای انجام وظیفه در یکی از خونین ترین و عجیب ترین پرونده های تاریخ اف بی آی فراخوانده می شود . از کلاریس خواسته می شود تا با هانیبال لکتر مکالمه ای داشته باشد. کسی که پیشتر روانپزشک بوده و اکنون در یک آسایشگاه روانی فوق امنیتی نگهداری می شود. لکتر که به خاطر گرایش های آدم خوارانه‌اش به حبس ابد در این تیمارستان محکوم شده، رابطه ای عجیب با استارلینگ شکل می دهد. آنها با هم کار می کنند تا حرکات و افکار یک بیمار روانی تبهکار و زیرک را ردیابی کنند. با آشکار شدن اسراری از گذشته استارلینگ، همکاری نامعمولی بین این دو شکل می گیرد. کلاریس از قاتل تحت تعقیب در هراس نیست، بلکه این مرد پشت میله هاست که او را تا سر حد مرگ می ترساند. دو شخصیت منفی بسیار درخشان در کتاب معرفی می شوند: اولی قاتلی است که در سرتاسر رمان، تحت تعقیب اف بی آی است و دیگری، نابغه ای محصور در تیمارستان است که به حل پرونده کمک می کند و افکاری پلید و شیطانی را در سر می پروراند.